# Томас Бекет
Томас Бекет (енгл. Thomas Becket; 21. децембар 1118. (или 1120) – 29. децембар 1170) је био надбискуп кентерберијски од 1162. па до свог убиства 1170. Поштују га као свеца и мученика и Католичка црква и Англиканска заједница. На почетку је био близак краљев пријатељ и канцелар до избора за надбискупа 1162. Водио је сукоб са краљем Хенријем II око права и привилегија Цркве и одбио да положи заклетву на краљева „Кларендонска правила” о односима цркве и државе. Убили су га краљеви следбеници у Кентерберијској катедрали. Убрзо по својој смрти, папа Александар III га је 1173. канонизовао.